# Friday I’m in Love
Friday I’m in Love (englisch für „Am Freitag bin ich verliebt“) ist ein Lied der britischen Alternative-Rock-Band The Cure aus dem Jahr 1992.

## Entstehung und Veröffentlichung
Das Lied wurde von den The-Cure-Mitgliedern Perry Bamonte, Simon Gallup, Robert Smith, Pearl Thompson und Boris Williams geschrieben beziehungsweise komponiert. Zusammen mit Dave Allen zeichnete die Band auch für die Produktion verantwortlich.
Die Erstveröffentlichung von Friday I’m in Love erfolgte als Teil von The Cures neuntem Studioalbum Wish am 21. April 1992. Am 25. Mai 1992 erschien das Lied erstmals als Singleauskopplung aus dem Album. Diese erschien als 7″-Single mit der B-Seite Halo sowie als CD-Maxi-Single, die um einen Remix und den Titel Scared as You erweitert wurde.

## Musikvideo
Das Musikvideo wurde in London gedreht. Das von Tim Pope inszenierte Video zeigt die Band, wie sie das Lied vor verschiedenen Kulissen auf einer Klangbühne vorträgt, als Hommage an den französischen Stummfilmregisseur Georges Méliès: Das Video zeigt die Auftritte von Charakteren aus L’Éclipse du soleil en pleine lune. Während des gesamten Videos spielt die Band mit verschiedenen Requisiten und Kostümen, während mehrere Statisten herumlaufen, was für Chaos sorgt und letztendlich das Set zerstört. Tim Pope macht zu Beginn einen Cameo-Auftritt, reitet auf einem Schaukelpferd und ruft durch ein Plastikmegafon skurrile Regieanweisungen, nachdem er Helium aus einem Ballon eingeatmet hat. Auch die japanische Visagistin der Band ist zu sehen. Die letzte Einstellung zeigt den Bassisten Simon Gallup, der in der Hocke in die Kamera blickt, während er einen Brautschleier trägt und Champagner in der Hand hält. Der Produzent von Friday, I’m in Love, Dave M. Allen, tritt im Hintergrund auf und hält ebenfalls Requisiten hoch. Eine weitere Kuriosität ist der Name der Band auf der Trommel – ein gekritzeltes „The Cures“ und nicht der singuläre Name der Band. Auf der Videoplattform YouTube erreichte es bis November 2023 über 114 Millionen Aufrufe.

## Mitwirkende
- Simon Gallup – Bass
- Perry Bamonte – Keyboard, Gitarre
- Robert Smith – Gesang, Gitarre, Keyboard
- Porl Thompson – Gitarre
- Boris Williams – Schlagzeug

## Kommerzieller Erfolg

### Chartplatzierungen
| ChartsChartplatzierungen       | Höchstplatzierung | Wochen |
| ------------------------------ | ----------------- | ------ |
| Deutschland (GfK)              | 16 (23 Wo.)       | 23     |
| Österreich (Ö3)                | 13 (9 Wo.)        | 9      |
| Schweiz (IFPI)                 | 17 (17 Wo.)       | 17     |
| Vereinigte Staaten (Billboard) | 18 (20 Wo.)       | 20     |
| Vereinigtes Königreich (OCC)   | 6 (8 Wo.)         | 8      |

| ChartsJahrescharts (1992)      | Platzierung |
| ------------------------------ | ----------- |
| Deutschland (GfK)              | 52          |
| Vereinigte Staaten (Billboard) | 71          |

### Auszeichnungen für Musikverkäufe
| Land/Region                  | Auszeichnungen für Musikverkäufe (Land/Region, Auszeichnung, Verkäufe) | Verkäufe  |
| ---------------------------- | ---------------------------------------------------------------------- | --------- |
| Dänemark (IFPI)              | Platin                                                                 | 90.000    |
| Italien (FIMI)               | Platin                                                                 | 100.000   |
| Neuseeland (RMNZ)            | 3× Platin                                                              | 90.000    |
| Spanien (Promusicae)         | 2× Platin                                                              | 120.000   |
| Vereinigtes Königreich (BPI) | 2× Platin                                                              | 1.200.000 |
| Insgesamt                    | 9× Platin ·                                                            | 1.570.000 |